# Thomas Morley
Thomas Morley (1557 nebo 1558 - začátek října 1602) byl anglický renesanční hudební skladatel, teoretik hudby, zpěvák a varhaník . Byl jedním z nejvýznamnějších představitelů anglické školy madrigalů (English Madrigal School) a nejslavnějším skladatelem světské hudby v alžbětinské Anglii. On a Robert Johnson jsou jediní současníci Shakespeara, od nichž se dochovalo zhudebnění jeho poezie.
Morley působil i v oblasti chrámové hudby jako zpěvák, skladatel a varhaník v katedrále sv. Pavla. Podílel se také na vydávání hudby. Od roku 1598 až do své smrti měl patent na tisk hudby, a ten využíval ve spolupráci s profesionálními hudebními tiskaři, jako byl Thomas East.